# Thực thể
Thực thể (tiếng Anh: entity) là một cái gì đó tồn tại như tự chính nó, như một chủ thể hoặc như một khách thể, một cách thực sự hay một cách tiềm năng, một cách cụ thể hay một cách trừu tượng, một cách vật lý hoặc không. Nó không cần là sự tồn tại vật chất. Nói riêng, vật trừu tượng và trừu tượng pháp lý được coi như là các thực thể. Nói chung không có giả định rằng một thực thể là sống động (animate), hoặc là ở hiện tại.

## Trong chính trị học
Trong chính trị, thuật ngữ thực thể được dùng để chỉ một phần phân chia lãnh thổ (territorial division) của một quốc gia (ví dụ Bosnia và Herzegovina).